# 横浜DeNAベイスターズの選手一覧
- 横浜DeNAベイスターズ > 横浜DeNAベイスターズの選手一覧
- 日本のプロ野球選手一覧 > 横浜DeNAベイスターズの選手一覧

横浜DeNAベイスターズの選手一覧（よこはまディー・エヌ・エー・ベイスターズのせんしゅいちらん）は、横浜DeNAベイスターズに所属している選手・監督・コーチ、およびかつて所属していた選手の一覧である。

## 首脳陣

### 一軍
| 背番号 | 名前       | 役職                               |
| ------ | ---------- | ---------------------------------- |
| 81     | 三浦大輔   | 監督                               |
| 78     | 進藤達哉   | ベンチコーチ                       |
| 72     | 靍岡賢二郎 | オフェンスチーフコーチ             |
| 80     | 相川亮二   | ディフェンスチーフ兼野手コーチ     |
| 97     | 田中浩康   | 内野守備兼ベースコーチ兼野手コーチ |
| 74     | 河田雄祐   | 外野守備兼ベースコーチ兼野手コーチ |
| 79     | 大原慎司   | チーフ投手コーチ兼投手コーチ       |
| 94     | 小杉陽太   | 投手コーチ兼投手コーチ             |

### 二軍
| 背番号 | 名前     | 役職                                                     |
| ------ | -------- | -------------------------------------------------------- |
| 83     | 桑原義行 | 二軍監督兼投手コーディネーター                           |
| 89     | 中井大介 | オフェンスチーフコーチ                                   |
| 73     | 藤田一也 | ディフェンスチーフ兼内野守備兼ベースコーチ               |
| 84     | 上田佳範 | 外野守備兼ベースコーチ兼野手コーチ                       |
| 88     | 入来祐作 | 投手コーチ兼アシスタント投手コーディネーター兼投手コーチ |
| 86     | 八木快   | 投手コーチ兼投手コーチ                                   |

### その他
| 背番号 | 名前     | 役職                   |
| ------ | -------- | ---------------------- |
| 82     | 万永貴司 | 野手コーディネーター   |
| 76     | 田代富雄 | 野手コーチ兼スコアラー |
| 90     | 大村巌   | 野手コーチ兼スコアラー |
| 71     | 村田修一 | 野手コーチ兼スコアラー |
| 75     | 石井琢朗 | 野手コーチ             |
| 77     | 鈴木尚典 | 野手コーチ             |
| 85     | 柳田殖生 | 野手コーチ             |
| 70     | 辻俊哉   | 野手コーチ             |
| 87     | 加賀繁   | 投手コーチ補佐         |

## 所属選手

### 投手
| 背番号 | 選手名                 | 投 | 打 | 備考                            |
| ------ | ---------------------- | -- | -- | ------------------------------- |
| 11     | 東克樹                 | 左 | 左 |                                 |
| 12     | 竹田祐                 | 右 | 右 | 2024年ドラフト1位               |
| 13     | 伊勢大夢               | 右 | 右 |                                 |
| 14     | 石田健大               | 左 | 左 |                                 |
| 15     | 徳山壮磨               | 右 | 右 |                                 |
| 16     | 大貫晋一               | 右 | 右 | 選手会長                        |
| 17     | 三嶋一輝               | 右 | 両 |                                 |
| 18     | 小園健太               | 右 | 右 |                                 |
| 19     | 山﨑康晃               | 右 | 右 |                                 |
| 20     | 坂本裕哉               | 左 | 左 |                                 |
| 22     | 入江大生               | 右 | 右 |                                 |
| 24     | 吉野光樹               | 右 | 右 |                                 |
| 27     | 藤浪晋太郎             | 右 | 右 | NPB復帰                         |
| 30     | 篠木健太郎             | 右 | 左 | 2024年ドラフト2位               |
| 34     | 松本凌人               | 右 | 右 |                                 |
| 35     | 橋本達弥               | 右 | 右 | 育成選手からの支配下登録        |
| 36     | 森下瑠大               | 左 | 左 |                                 |
| 38     | 森唯斗                 | 右 | 右 |                                 |
| 39     | 若松尚輝               | 右 | 右 | 2024年ドラフト4位               |
| 40     | 松本隆之介             | 左 | 左 |                                 |
| 41     | 佐々木千隼             | 右 | 右 |                                 |
| 42     | アンドレ・ジャクソン   | 右 | 右 |                                 |
| 45     | 森原康平               | 右 | 左 |                                 |
| 46     | 坂口翔颯               | 右 | 右 | 2024年ドラフト6位               |
| 48     | 京山将弥               | 右 | 右 |                                 |
| 52     | 浜地真澄               | 右 | 右 | 阪神から現役ドラフトで移籍      |
| 53     | 颯                     | 右 | 左 | 「中川颯」から登録名変更        |
| 54     | 石田裕太郎             | 右 | 右 |                                 |
| 59     | 平良拳太郎             | 右 | 右 |                                 |
| 62     | ローワン・ウィック     | 右 | 左 |                                 |
| 64     | 中川虎大               | 右 | 右 |                                 |
| 65     | 宮城滝太               | 右 | 右 |                                 |
| 68     | 岩田将貴               | 左 | 左 | 阪神から移籍                    |
| 69     | アンソニー・ケイ       | 左 | 左 |                                 |
| 91     | 庄司陽斗               | 左 | 左 | 育成選手からの支配下登録        |
| 92     | 堀岡隼人               | 右 | 右 |                                 |
| 96     | トレバー・バウアー     | 右 | 右 | NPB復帰                         |
| 98     | ハンセル・マルセリーノ | 右 | 右 | 育成選手からの支配下登録        |
| 043    | 深沢鳳介               | 右 | 右 | 育成選手・43から背番号変更      |
| 101    | 草野陽斗               | 右 | 右 | 育成選手                        |
| 102    | 清水麻成               | 右 | 右 | 育成選手                        |
| 103    | 金渕光希               | 左 | 左 | 育成選手・2024年育成ドラフト3位 |
| 108    | 今野瑠斗               | 右 | 右 | 育成選手                        |
| 111    | 吉岡暖                 | 右 | 右 | 育成選手・2024年育成ドラフト2位 |
| 199    | 笠谷俊介               | 左 | 左 | 育成選手・ソフトバンクから移籍  |

### 捕手
| 背番号 | 選手名   | 投 | 打 | 備考                       |
| ------ | -------- | -- | -- | -------------------------- |
| 5      | 松尾汐恩 | 右 | 右 |                            |
| 10     | 戸柱恭孝 | 右 | 左 |                            |
| 29     | 伊藤光   | 右 | 右 |                            |
| 32     | 益子京右 | 右 | 右 |                            |
| 50     | 山本祐大 | 右 | 右 |                            |
| 57     | 東妻純平 | 右 | 右 |                            |
| 95     | 九鬼隆平 | 右 | 右 | 育成選手からの支配下登録   |
| 127    | 上甲凌大 | 右 | 左 | 育成選手・66から背番号変更 |
| 130    | 近藤大雅 | 右 | 右 | 育成選手                   |

### 内野手
| 背番号 | 選手名                 | 投 | 打 | 備考                         |
| ------ | ---------------------- | -- | -- | ---------------------------- |
| 00     | 林琢真                 | 右 | 左 |                              |
| 2      | 牧秀悟                 | 右 | 右 | キャプテン                   |
| 3      | タイラー・オースティン | 右 | 右 |                              |
| 6      | 森敬斗                 | 右 | 左 |                              |
| 9      | 京田陽太               | 右 | 左 | 98から背番号変更             |
| 26     | 三森大貴               | 右 | 左 | ソフトバンクからトレード移籍 |
| 31     | 柴田竜拓               | 右 | 左 |                              |
| 37     | 加藤響                 | 右 | 右 | 2024年ドラフト3位            |
| 44     | 石上泰輝               | 右 | 左 |                              |
| 51     | 宮﨑敏郎               | 右 | 右 |                              |
| 55     | 井上絢登               | 右 | 左 |                              |
| 56     | 田内真翔               | 右 | 右 | 2024年ドラフト5位            |
| 60     | 知野直人               | 右 | 右 |                              |
| 66     | ダヤン・ビシエド       | 右 | 右 | NPB復帰                      |
| 99     | マイク・フォード       | 右 | 左 | NPB復帰                      |
| 100    | 蓮                     | 右 | 右 | 育成選手                     |
| 125    | 小笠原蒼               | 右 | 左 | 育成選手                     |
| 129    | 西巻賢二               | 右 | 右 | 育成選手・67から背番号変更   |
| 133    | 粟飯原龍之介           | 右 | 左 | 育成選手                     |
| 193    | 高見澤郁魅             | 右 | 左 | 育成選手                     |

### 外野手
| 背番号 | 選手名   | 投 | 打 | 備考                            |
| ------ | -------- | -- | -- | ------------------------------- |
| 1      | 桑原将志 | 右 | 右 |                                 |
| 4      | 度会隆輝 | 右 | 左 |                                 |
| 7      | 佐野恵太 | 右 | 左 |                                 |
| 8      | 神里和毅 | 右 | 左 |                                 |
| 25     | 筒香嘉智 | 右 | 左 |                                 |
| 28     | 勝又温史 | 右 | 左 |                                 |
| 33     | 武田陸玖 | 左 | 左 |                                 |
| 58     | 梶原昂希 | 右 | 左 |                                 |
| 61     | 蝦名達夫 | 右 | 右 |                                 |
| 63     | 関根大気 | 左 | 左 |                                 |
| 155    | 小針大輝 | 左 | 左 | 育成選手・2024年育成ドラフト1位 |

## 退団・移籍した選手
大洋、大洋松竹（洋松）、横浜大洋時代および横浜ベイスターズ時代も含む。名前は選手として在籍した最終年の登録名を基準とする。

### あ行
あ
- 相川英明（1986 - 1993）
- 相川亮二（1995 - 2008）
- 青木秀夫（1984 - 1987）
- 青田昇（1953 - 1958）
- 青柳昴樹（2016 - 2019）
- 青山勝巳（1961 - 1962）
- 青山道雄（1990途 - 1992）
- 赤堀大智（2013 - 2015）
- 赤間謙（2018途 - 2020）
- 秋元宏作（1990途 - 2000）
- 秋山登（1956 - 1967）
- フランシス・アグウィリー（1962 - 1964・1967 - 1968）
- 浅川俊平（1950）
- 浅田将汰（2020 - 2022）
- 浅原熊雄（1950）
- 浅利光博（1977 - 1980）
- 足利豊（1998）
- 東瀬耕太郎（1990 - 1993途）
- アスプロ（1966）
- 東和政（2000 - 2004途）
- 麻生実男（1959 - 1965）
- ジム・アドゥチ（1987途 - 終了）
- 阿斗里（2008 - 2015）
- 安部建輝（2013 - 2016）
- 阿部成行（1965 - 1970）
- 網谷圭将（2016 - 2018）
- 綾部翔（2016 - 2019）
- 新井克太郎（1978 - 1983）
- 新井寛治（1951）
- 新井潔（1997 - 2000）
- 新井竜郎（1955）
- 新井昌則（1967 - 1971）
- 荒井幸雄（1998 - 2000）
- 荒川昇治（1952 - 1954）
- 荒川尭（1970途 - 終了）※荒川事件に伴い、入団直後にサンケイアトムズへトレード移籍。
- 荒木健治（1950）
- 荒木茂（1950 - 1952）
- 荒木大輔（1996）
- 荒波翔（2011 - 2018）
- 在原兵次（1962 - 1963）
- 有村家斉（1952 - 1954）
- 有吉優樹（2021途 - 2022）
- 阿波野秀幸（1998 - 2000）
- 安斉雄虎（2010 - 2013）
- トレイ・アンバギー（2023）

い
- 飯田正（1958 - 1960）
- 飯田敏光（1973 - 1974）
- 飯田幸夫（1979 - 1980）
- 飯田龍一郎（2003 - 2007）
- 飯塚悟史（2015 - 2021）
- 飯塚富司（1995 - 1996）
- 飯塚佳寛（1971 - 1972）
- 五十嵐英樹（1993 - 2001）
- 井木雅彦（1964）
- 池上誠一（1999）
- 池内豊（1985）
- 池田重喜（1968 - 1970）
- 池田茂（1978 - 1979）
- 池田弘（1980 - 1982）
- 池之上格（1987 - 1988）
- 池谷蒼大（2021 - 2023）
- 石井琢朗（1989 - 2008）
- 石井輝比古（1972）
- 石井登（1958 - 1959）
- 石井浩郎（2002）
- 石井裕也（2008途 - 2010途）
- 石井義人（1997 - 2002）
- 石川雄洋（2005 - 2020）
- 石川達也（2021 - 2024）
- 石川賢（1988 - 1991）
- 石崎一夫（1966 - 1968）
- 石田文樹（1989 - 1994）
- 石橋貢（1980 - 1990）
- 石幡信弘（1970 - 1973）
- 石村賢二郎（1968 - 1973）
- 石本豊（1992 - 1997）
- 板倉賢司（1984 - 1989）
- 市川和正（1981 - 1993）
- 一柳忠尚（1955 - 1956）
- 一輝（2011 - 2013）
- 井手正太郎（2010途 - 2016）
- 伊藤敦規（1995 - 1996）
- 伊藤勲（1961 - 1978）
- 伊藤拓郎（2012 - 2014）
- 伊藤裕季也（2019 - 2022途）
- 稲川誠（1962 - 1968）
- 稲田直人（2010 - 2011）
- 稲葉進（1979 - 1982）
- 稲嶺茂夫（2001 - 2007）
- 井納翔一（2013 - 2020）
- 井上純（1989 - 2002）
- 井上幸信（1969 - 1970）
- 今井金太（2013 - 2015）
- 今井務（1963 - 1969）
- 今泉喜一郎（1956 - 1959）
- 今久留主成幸（1990 - 1995途）
- 今永昇太（2016 - 2023）
- 今西錬太郎（1950 -1952）
- 入江巡一（1968 - 1970）
- 入来祐作（2008）
- 入部久男（1956 - 1957）
- 岩井隆之（1976 - 1981）
- 岩岡保宏（1956 - 1962）
- 岩下正明（1988）
- 岩本尭（1959 - 1961）
- 岩本信一（1950）
- 岩本守道（1991 - 1997）
- 岩本泰英（1961 - 1962）
- 岩本義行（1950 - 1954）

う
- ジョー・ウィーランド（2017 - 2018）
- ケビン・ウィット（2005）
- デーブ・ウィリアムス（2008）
- 上田重夫（1962）
- 植野浩史（1960 - 1961）
- ジェイビー・ウェンデルケン（2023 - 2024）
- 魚満芳（1977 - 1979）
- ピート・ウォーカー（2004途 - 終了）
- レス・ウォーランド（2009）
- ダニー・ウォルトン（1978）
- 浮田逸郎（1953）
- 鵜沢達雄（1971 - 1978）
- 牛田成樹（2004 - 2013）
- 宇高伸次（2004）
- 内川聖一（2001 - 2010）
- 内田周作（1976 - 1979）
- 内村賢介（2012途 - 2016）
- マイク・ウッド（2008）
- 有働克也（1992 - 1996）
- 宇野輝幸（1981 - 1982）

え
- 江尻亮（1965 - 1979）
- 江尻慎太郎（2010途 - 2012）
- エドウィン・エスコバー（2017途 - 2023）
- 江田孝（1952 - 1957）
- 枝村勉（1958 - 1960）
- 江藤慎一（1972 - 1974）
- 江幡和志（1980 - 1983）
- エリアン（2016途 - 2017）
- ヨスラン・エレラ（2015 - 2016）
- 遠藤一彦（1978 - 1992）

お
- 及川宣士（1963 - 1972）
- 大石勝彦（1963 - 1968）
- 大石正彦（1954 - 1962）
- 大石幸夫（1957 - 1958）
- 大家友和（1994 - 1998・2010途 - 2011）
- 大川隆（1986 - 1995）
- 大川浩（1975 - 1979）
- 大久保勝也（1986 - 1990）
- 大久保弘司（1978 - 1987）
- 大崎隆雄（1961 - 1964）
- 大沢清（1950 - 1951）
- 大島郁将（1979）
- 大田泰示（2022 - 2024）
- 太田勝（1961）
- 大嶽保（1950）
- 大塚義樹（1992 - 1996）
- 大西宏明（2008 - 2010）
- 大沼幸二（2011 - 2012途）
- 大野貴洋（1997 - 2001）
- 大野雄次（1987 - 1991）
- 大場和夫（1953）
- 大橋勲（1969 - 1972）
- 大橋武尊（2022 - 2023）
- 大橋康延（1974 - 1980）
- 大畑徹（1983 - 1985）
- 大原淳也（2011 - 2012）
- 大原慎司（2011 - 2017）
- 岡正光（1966 - 1968）
- 岡島秀樹（2015）
- 岡田展和（2000 - 2001）
- 岡田守雄（1958 - 1959）
- 岡本哲司（1985 - 1990途）
- 岡本透（1988 - 1995途）
- 岡本直也（2002 - 2009）
- 岡本三男（1951 - 1952）
- 岡本龍二（1990 - 1995）
- 小川敏明（1966 - 1967）
- 小川博文（2001 - 2004）
- 小川祐規（1984 - 1985）
- 沖山光利（1956 - 1960）
- 荻原隆（1950 - 1951・1953 - 1954）
- 奥江英幸（1972 - 1977）
- 小倉薫（1952 - 1955）
- 尾崎靖夫（1959 - 1960）
- 長田秀一郎（2013途 - 2016）
- 長田幸雄（1961 - 1976）
- 長内孝（1992 - 1993）
- 小関竜也（2008）
- 小田嶋正邦（2002 - 2006）
- 乙坂智（2012 - 2021）
- 小野正一（1965 - 1967）
- 小山正（1966 - 1971）
- 小山田保裕（2008 - 2010）

### か行
か
- 加賀繁（2010 - 2018）
- 加賀美希昇（2011 - 2015）
- 香川正人（1983）
- 柿田裕太（2014 - 2017）
- 欠端光則（1984 - 1994）
- 笠井崇正（2017 - 2021）
- 笠崎壮夫（1964 - 1965）
- 笠原敦郎（1975 - 1979）
- 笠原祥太郎（2023）
- 風張蓮（2021）
- 梶谷隆幸（2007 - 2020）
- ホセ・カスティーヨ（2010）
- 粕谷由之（1950）
- ロバート・ガゼルマン（2022途 - 2023）
- 片岡光宏（1990 - 1991）
- 片平晋作（1987 - 1989）
- 片平保彦（1984 - 1989）
- 片山博（1950 - 1951）
- 勝浦将元（1956 - 1958）
- 加藤康介（2009 - 2010）
- 加藤大（2021 - 2023）
- 加藤武治（2003 - 2009）
- 加藤俊夫（1982 - 1985）
- 加藤謙如（1995 - 2000）
- 加藤英美（1978 - 1982）
- 加藤博一（1983 - 1990）
- 加藤将斗（1991 - 1998）
- 加藤政義（2014 - 2015）
- 門倉健（2004 - 2006）
- 門田富昭（1978 - 1987）
- 金沢次男（1982 - 1985）
- 金川直樹（1999 - 2001）
- 金光秀憲（1959 - 1969）
- 金村康平（1993 - 1999）
- 鏑木悦純（1971）
- 鎌田幸雄（1969 - 1972）
- 釜本勝義（1953 - 1955）
- 神内靖（2013 - 2014）
- 上茶谷大河（2019 - 2024）
- 亀井進（1965 - 1970）
- 亀井塔生（2015 - 2018）
- 亀山誠二（1950）
- 加茂川重治（1990 - 1991）
- 茅場孝史（1980 - 1983）
- 狩野行寿（2017 - 2019）
- 河井進（1973）
- 川内博人（1955）
- 川北和典（1992 - 1993）
- 川口正（1989 - 1993）
- 川口芳弘（1950 - 1951）
- 川﨑義文（1994 - 2000）
- 川島登（1958）
- 川瀬宏之（1950）
- 河野誉彦（1979 - 1990途）
- 川端一彰（1990 - 2000）
- 河原明（1975）
- 河原政明（1972）
- 河原隆一（1994 - 2004）
- 河村和茂（1969 - 1972）
- 川村丈夫（1997 - 2008）
- 河村秀則（1978）
- 河守峰男（1976 - 1979）
- 神吉俊和（1951 - 1953）
- 神崎安隆（1953）
- 神田大介（1997 - 2002）
- 神田昌男（1952 - 1958）

き
- 菊地和正（2012 - 2014）
- 菊地恭一（1982 - 1987）
- 岸勝之（1966 - 1970）
- 岸川勝也（1998）
- 岸本秀樹（2005 - 2007）
- 北篤（2007 - 2012）
- 木田勇（1986 - 1989）
- 喜田剛（2011）
- 紀田彰一（1995 - 1999）
- 北安博（1980 - 1987途）
- 北方悠誠（2012 - 2014）
- 北川利之（2003 - 2010）
- 北川久治（1952 - 1954）
- 北戸忠（1979 - 1981）
- 北野勝則（1986 - 1989）
- 北野幸吉（1954）
- 木塚敦志（2000 - 2010）
- 鬼頭洋（1965 - 1972・1974 - 1975）
- 木原義隆（1968 - 1969）
- 木村昇吾（2003 - 2007）
- 木村勉（1952）
- 木村広（1985）
- 木村保久（1951 - 1952）
- エディ・ギャラード（2003途 - 2004）
- マイク・キャンベル（1997）
- 金城龍彦（1999 - 2014）

く
- 日下正勝（1962 - 1975）
- 楠本泰史（2018 - 2024）
- 楠拡応（1955）
- 工藤公康（2007 - 2009）
- 国吉佑樹（2010 - 2021途）
- 久保重男（1950）
- 久保文雄（1981 - 1987）
- 久保康友（2014 - 2017）
- 久保裕也（2016）
- 熊耳武彦（1950）
- 熊原健人（2016 - 2019途）
- フィル・クライン（2017）
- 倉橋寛（1971 - 1973）
- 倉本寿彦（2015 - 2022）
- マイク・グラン（2002）
- ユリエスキ・グリエル（2014途 - 2015途）
- ルルデス・グリエル・ジュニア（2015途 - 終了）※入団するも、来日せずに制限選手となり、シーズン終了後に自由契約。
- ブルックス・クリスキー（2022）
- ライアン・グリン（2009）
- マーク・クルーン（2005 - 2007）
- グルン（1962）
- ボビー・クレイマー（2012途 - 終了）
- マイク・クレス（1963 - 1966途）
- 呉本成徳（2004 - 2009）
- 黒木弘重（1956 - 1960）
- 黒木基康（1960 - 1966）
- 黒沢修（1980 - 1981）
- 黒羽根利規（2006 - 2017途）
- 桑田武（1959 - 1968）
- 桑原謙太朗（2008 - 2010）
- 桑原義行（2005 - 2011）

け
- ゲーリー（1976）

こ
- 呉俊宏（1988 - 1991途）
- 小池正晃（1998 - 2007途・2012 - 2013）
- 幸田優（1957 - 1962）
- 鴻野淳基（1992 - 1993）
- 河野友軌（2003 - 2008）
- ティム・コーコラン（2013途 - 終了）
- 古賀正明（1981 - 1984）
- 小金丸満（1974 - 1977）
- 小杉陽太（2009 - 2017）
- 小谷正勝（1968 - 1977）
- 児玉利一（1957 - 1958）
- スティーブ・コックス（2003）
- 後藤修（1953 - 1954）
- 後藤伸也（2001 - 2007）
- 小林章良（1953 - 1958）
- 小林浩二（1972 - 1974）
- 小林公太（2010 - 2012）
- 小林経旺（1953 - 1957）
- 小林兵太郎（1959 - 1961）
- 小林寛（2011 - 2017）
- 小林太志（2008 - 2014）
- 小桧山雅仁（1993 - 2001）
- 小深田大地（2021 - 2024）
- 駒崎幸一（1990途 - 1991）
- 駒田徳広（1994 - 2000）
- 小宮山悟（2000 - 2001）
- 古村徹（2012 - 2014・2019 - 2020）
- G後藤武敏（2012 - 2018）
- 小山昭晴（1979 - 1987・1990 - 1992）
- 小山正明（1973）
- レミー・コルデロ（2019 - 2021）
- ルイス・ゴンザレス（2011途 - 終了）
- 近藤昭仁（1960 - 1974）
- 近藤和彦（1958 - 1972）
- 近藤昭一（1953 - 1954）
- 近藤晴彦（1959 - 1960）
- 近藤正雄（1950）
- 権藤正利（1953 - 1963）

### さ行
さ
- 斉藤明夫（1977 - 1993）
- 斉藤巧（1976 - 1982）
- 齋藤俊介（2018 - 2021）
- 斎藤隆（1992 - 2005）
- 斉藤俊雄（2005 - 2009）
- 斉藤肇（1992 - 2000）
- 斉藤秀光（2008 - 2009）
- 佐伯貴弘（1993 - 2010）
- 五月女豊（1982 - 1984）
- マイク・ザガースキー（2016途 - 終了）
- 坂井勝二（1970 - 1975）
- 酒井豪久（1951）
- 坂内茂雄（1955）
- 榊原勝也（1987 - 1992）
- 阪口皓亮（2018 - 2023途）
- 坂本宏一（1958 - 1959）
- 坂本大空也（2008 - 2010）
- 坂本盛明（1957 - 1959）
- 坂本義典（1962 - 1963）
- 佐久本昌広（2006 - 2007）
- 桜井薫（1958 - 1960）
- 櫻井周斗（2018 - 2023）
- 佐古良雄（1962 - 1963）
- 笹川博（1972 - 1981）
- 笹川正章（1954）
- 佐々木主浩（1990 - 1999・2004 - 2005）
- 佐々木吉郎（1962 - 1969）
- 佐々木宏一郎（1962）
- 佐藤一誠（1967 - 1972）
- 佐藤公男（1953）
- 佐藤祥万（2008 - 2013）
- 佐藤政夫（1981 - 1984）
- 佐藤道郎（1979 - 1980）
- 佐藤元彦（1972）
- 佐藤守生（1950）
- 佐藤龍一郎（1974 - 1978）
- 真田裕貴（2008途 - 2011）
- 佐野貴英（1989 - 1996）
- オスカー・サラサー（2012途 - 終了）
- 沢本正樹（1979 - 1980）
- アンソニー・サンダース（2001途 - 終了）

し
- ラリー・シーツ（1992）
- ジェイジェイ（2008）
- スキップ・ジェームス（1980）
- ジオ・アルバラード（2012）
- 塩崎兼一（1987 - 1992）
- 重松省三（1962 - 1975）
- 下島勇（1958）
- 七野智秀（2000 - 2004）
- 篠田荘平（1961 - 1965）
- 篠原貴行（2010 - 2013）
- 忍全功（1967 - 1972）
- 柴田民男（1977 - 1978）
- 柴田信夫（1964 - 1969）
- 芝野忠男（1957 - 1961）
- ジョン・シピン（1972 - 1978途）
- 島田源太郎（1958 - 1971・1972途 - 1973）
- 島田直也（1992 - 2000）
- 島田幸雄（1959 - 1965）
- 島野雅亘（1958 - 1965）
- 島本和夫（1953 - 1954）
- 清水透（1973 - 1982）
- 清水直行（2010 - 2012）
- 清水秀雄（1952 - 1953）
- 清水義之（1988 - 1993途）
- 下窪陽介（2007 - 2010）
- 下園辰哉（2007 - 2017）
- 下町豊一（1951）
- ケビン・シャッケルフォード（2021）
- ジェフ・シュワーズ（1995 - 1995途）
- ジョー古河（1996 - 1999）
- スタン・ジョンソン（1969）
- ダン・ジョンソン（2009）
- 白井正勝（1985 - 1990）
- 白崎浩之（2013 - 2018途）
- 白根尚貴（2016 - 2018）
- 白幡隆宗（1991 - 1992）
- 白柳和吉（1972 - 1974）
- アウディ・シリアコ（2017）
- 進藤拓也（2017 - 2021）
- 進藤達哉（1988 - 2000）
- 新谷嘉孝（1984）

す
- 水藤勝（1950）
- ジョン・ズーバー（2001）
- 杉浦清（1951）
- 杉浦幸二（1985 - 1991）
- 杉浦正幸（1955）
- 杉川喜久雄（1952 - 1956）
- 杉永政信（1980 - 1985）
- 杉原洋（2010 - 2011）
- 杉本公孝（1966 - 1967）
- 杉本昌都（2008 - 2010）
- 椙本勝（1953 - 1958）
- 杉本友（2001 - 2003）
- 杉山賢人（2001途 - 終了）
- 杉山俊介（1996 - 2001）
- 杉山知隆（1973 - 1977）
- ダリル・スコット（1994）
- 鈴木健（1997 - 1998）
- 鈴木康司（1953 - 1954）
- 鈴木滋（1955 - 1957）
- 鈴木隆（1958 - 1965・1968）
- 鈴木尚典（1991 - 2008）
- 鈴木武（1960途 - 1963）
- 鈴木健之（2001 - 2004）
- 鈴木哲夫（1969 - 1970）
- 鈴木徹（1955）
- 鈴木寛樹（2000 - 2002）
- 須田幸太（2011 - 2018）
- 須田久雄（1956 - 1957）
- スターリン（2021 - 2023）
- ジョー・スタンカ（1966途 - 終了）
- スタンレー橋本（1961）
- ディック・スチュアート（1967 - 1968）
- ディーン・ストーン（1964）
- 砂田毅樹（2014 - 2022）
- ターメル・スレッジ（2010 - 2011）

せ
- 清家忠太郎（1950）
- 関口伊織（1996 - 2001途）
- 関口一郎（1957 - 1959）
- 関口正巳（1955 - 1957）
- 関口雄大（2008 - 2009）
- 関根知雄（1963 - 1970）
- 関根浩史（1983 - 1988）
- 関本充宏（1977 - 1978）
- 関屋智義（1998 - 2002）
- セドリック（2004途 - 2005）
- ビル・セルビー（1997）
- ジョン・セルフ（1970）
- 鄭凱文（2013）

そ
- ホルヘ・ソーサ（2013 - 2014）
- エンジェルベルト・ソト（2013 - 2014）
- ネフタリ・ソト（2018 - 2023）
- ショーン・ソニア（2006途 - 終了）
- 染田賢作（2005 - 2008）
- サミー・ソリス（2019途 - 終了）

### た行
た
- ジェイソン・ターマン（2002 - 2002途）
- 大河（2017 - 2019）
- 大門和彦（1984 - 1993）
- 大六野喜成（1972 - 1973）
- タイロン・ウッズ（2003 - 2004）
- 高浦美佐緒（1980 - 1985）
- 高垣義広（1967 - 1976）
- 高木孝三（1965）
- 高木豊（1981 - 1993）
- 高木由一（1972 - 1987）
- 高崎健太郎（2007 - 2017）
- 髙城俊人（2012 - 2018途・2020 - 2022）
- 田頭光男（1955 - 1956）
- 髙田琢登（2021 - 2024）
- 高田博久（1991途 - 1993）
- 高野裕良（1950 - 1956）
- 高橋一彦（1986 - 1989）
- 高橋重行（1963 - 1980）
- 高橋信昭（1962 - 1964）
- 髙橋尚成（2014 - 2015）
- 高橋真輝（1953 - 1955）
- 高橋雅裕（1983 - 1996）
- 高橋正巳（1986）
- 高松延次（1959 - 1966）
- 高松秀恒（1972 - 1974）
- 高宮和也（2006 - 2010）
- 高本昇一（1979 - 1981）
- 高森勇旗（2007 - 2012）
- 高山勲（1963 - 1966）
- 滝照清正（1955）
- 竹内広明（1972 - 1983）
- 竹下浩二（1982 - 1986）
- 竹下慎太郎（2001 - 2003）
- 竹田光訓（1985 - 1988・1991）
- 武田康（1983 - 1990）
- 竹之内徹（1980 - 1983）
- 竹村一義（1968 - 1973途）
- 武本次郎（1964 - 1965）
- 武山真吾（2003 - 2011）
- 田﨑昌弘（2002 - 2004途）
- 田代富雄（1973 - 1991）
- 多田美昭（1954）
- 田中章（1976 - 1977）
- 田中一徳（2000 - 2006）
- 田中健二（1989）
- 田中健二朗（2010 - 2023）
- 田中資昭（1950）
- 田中敏昭（1993 - 2001）
- 田中春雄（1955 - 1956）
- 田中浩康（2017 - 2018）
- 田中俊太（2021 - 2023）
- 田中由郎（1978 - 1982）
- 田中祥浩（1971）
- 田辺修（1964 - 1965）
- 田部隼人（2020 - 2022）
- 田辺学（1989 - 1997）
- 谷岡潔（1970 - 1978）
- 谷口邦幸（1998 - 2005）
- 谷繁元信（1989 - 2001）
- 谷野彰（1957 - 1959）
- 種田仁（2001途 - 2007）
- 種田弘（1950 - 1952途）
- 田村丈（2016 - 2019）
- 多村仁志（1995 - 2006・2013 - 2015）
- 田村政雄（1976 - 1978）

ち
- スコット・チアソン（2007 - 2007途）
- 陳瑋（2009 - 2010）
- 陳冠宇（2011 - 2014）
- 知野公昭（1990 - 1994）
- 千葉英貴（2002 - 2005）
- 銚子利夫（1984 - 1991）

つ
- 柄崎英樹（1961）
- 辻敬（1952）
- 辻博司（1969 - 1973）
- 辻恭彦（1975 - 1984）
- 辻佳紀（1974）
- 辻善之（1962 - 1966）
- 土橋敏明（1959 - 1960）
- 土屋健二（2013 - 2015）
- 堤内健（2003 - 2007）
- 綱島新八（1953）
- 鶴岡一成（1996 - 2008途・2012 - 2013）
- 靍岡賢二郎（2011 - 2015・2019途 - 終了）

て
- ジョフレック・ディアス（2020 - 2025途）
- 手沢庄司（1953 - 1954）
- 手塚明治（1955 - 1956）
- デニー友利（1987 - 1996・2003 - 2004）
- 寺島公（1950 - 1951）
- 寺田克己（1955）
- 寺田光輝（2018 - 2019）
- 寺原隼人（2007 - 2010）
- フランディー・デラロサ（2020 - 2021）

と
- 土井淳（1956 - 1968）
- 土肥義弘（2004途 - 2008）
- 東野峻（2015）
- 戸叶尚（1993 - 2000）
- デーブ・ドスター（2001）
- 戸塚友行（1984 - 1988）
- 百々隆夫（1954）
- 富岡久貴（2003 - 2004）
- 冨田康祐（2012 - 2014）
- 富田孝佳（1959 - 1961）
- ドミンゴ（2002 - 2003）
- 友川賢次（1953 - 1958）
- 豊田実（1956 - 1958）
- トラヴィス（2012 - 2014）
- ジム・トレーシー（1983 - 1984途）

### な行
な
- 内藤雄太（2006 - 2013）
- 永井馨（1952）
- 中井大介（2019 - 2021）
- 永射保（1987 - 1988）
- 永池恭男（1992 - 1997）
- 中後悠平（2018途 - 2019）
- 中川大志（2018 - 2019）
- 長崎慶一（1973 - 1984）
- 中沢信一（1959）
- 長鋪光洋（1971 - 1973）
- 中嶋聡（2003）
- 中島竜男（1954 - 1955）
- 中島治康（1950 - 1951）
- 中島執（1956 - 1960）
- 中谷光生（1960）
- 中条善伸（1990）
- 中津正三（1950 - 1953）
- 中塚政幸（1968 - 1982）
- 長富政武（1950 - 1951）
- 中根仁（1998 - 2003）
- 長野哲（1969 - 1977）
- 永野吉成（1993途 - 1996）
- 中野渡進（2000 - 2003）
- 長見賢司（1997 - 2000）
- 中村国雄（1953 - 1954）
- 中村敬一（1955 - 1956）
- 中村武志（2002 - 2004）
- 中村敏行（1955 - 1961）
- 中村紀洋（2011途 - 2014）
- 中村日出夫（1993途 - 1995）
- 中村佳広（1994）
- 長持栄吉（1950）
- 中山三郎（1955）
- 中山裕章（1986 - 1991）
- 名幸一明（1987 - 1995）
- 那須野巧（2005 - 2009）
- 楢崎量（1958 - 1962）
- 成田幸洋（1990 - 1991）

に
- 新沼慎二（1998 - 2012）
- 新治伸治（1965 - 1968）
- 新浦壽夫（1987 - 1991）
- 西浦直亨（2023途 - 2024）
- 西清孝（1994 - 1999）
- 仁志敏久（2007 - 2009）
- 西三雄（1966 - 1967）
- 西岡巌（1958）
- 西﨑伸洋（2001 - 2008）
- 西澤洋介（1994 - 1998）
- 西村公一（1954）
- 西村博巳（1983 - 1987）
- 西森将司（2012 - 2019）
- 西山茂（1979 - 1983）
- 西山英人（1960）
- 二宮政昭（1957 - 1958）

ね
- 根本隆（1975 - 1978）
- 根本学（1971 - 1972）

の
- 野川拓斗（2016 - 2018）
- 野口寿浩（2009 - 2010）
- 野口善男（1971 - 1979）
- 野中信吾（2004 - 2010）
- 野村収（1969 - 1971・1978 - 1982）
- 野村弘樹（1988 - 2002）

### は行
は
- マイク・バークベック（1995途 - 1996途）
- ブレット・ハーパー（2010途 - 2011）
- 蓜島久美（1960途 - 1962）
- 箱田淳（1961 - 1964）
- 橋本勝磨（1959）
- 橋本将（2010 - 2011）
- 橋本太郎（2005 - 2008）
- 長谷川国利（1985 - 1990）
- 秦裕二（2002 - 2011）
- 畑口健二（1965 - 1968）
- 畠山準（1991 - 1999）
- 八馬幹典（2000 - 2002）
- ジム・パチョレック（1988 - 1991）
- 服部茂次（1954 - 1957）
- スペンサー・パットン（2017 - 2020）
- 羽場勇二（1962 - 1966）
- 濵口遥大（2017 - 2024）
- 浜田一男（1955 - 1956）
- 浜中祥和（1960 - 1964）
- 濱矢廣大（2019途 - 2020）
- クレイトン・ハミルトン（2011 - 2012途）
- 葉室太郎（1994 - 1997）
- 早川大輔（2010 - 2011）
- 林健造（1962 - 1972）
- 林直明（1950 - 1954）
- 林昌範（2012 - 2017）
- 林泰宏（1985）
- 波山次郎（1960 - 1964）
- 原伸樹（1994途 - 1995）
- 原田晃（1961 - 1962）
- 原田幸昌（1960）
- エディソン・バリオス（2018 - 2019）
- 波留敏夫（1994 - 2001途）
- アーロム・バルディリス（2014 - 2015）
- シェーン・バワーズ（2001 - 2002）

ひ
- ジェームス・ピータース（1981 - 1982）
- マイケル・ピープルズ（2020 - 2022途）
- 東出直也（2022 - 2023）
- 引地信之（1952 - 1959）
- ラリー・ビグビー（2008）
- 日野善朗（1985 - 1991）
- トラビス・ヒューズ（2008 - 2008途）
- 飛雄馬（2012 - 2020）
- 平岡一郎（1965 - 1969・1971 - 1975）
- 平川洋幸（1983 - 1985）
- 平田薫（1985 - 1987）
- 平田真吾（2014 - 2023）
- 平塚克洋（1990 - 1993）
- 平野克明（1964）
- 平野謙二（1953 - 1954）
- 平野洋司（1963 - 1964）
- 平松政次（1967途 - 1984）
- 平山菊二（1950 - 1953）
- 平山佳宏（1961 - 1966）
- デュアン・ビロウ（2015途 - 終了）
- 広瀬新太郎（1981 - 1986）

ふ
- クリス・ブーチェック（2010）
- 福島豊一（1954）
- 福嶋久晃（1967 - 1984）
- 福田岳洋（2010 - 2013）
- 福地元春（2015 - 2018）
- 福中満（1954 - 1955）
- 福本誠（1999 - 2006）
- 福盛和男（1995 - 2003）
- 福山博之（2011 - 2012）
- 藤井勇（1950 - 1958）
- 藤井秀悟（2012 - 2014）
- 藤池昇（1972）
- 藤江均（2009 - 2014）
- 藤枝慎治（1990 - 1991）
- 藤岡貞明（1980 - 1982）
- 藤岡康男（1978 - 1979）
- 藤岡好明（2016途 - 2020）
- 藤田一也（2005 - 2012途・2022 - 2023）
- 藤田賢治（1970 - 1971）
- 藤田正大（1991 - 1997）
- 藤野正剛（1991途 - 1992）
- 藤道昭和（1952）
- 布田敏雄（1960 - 1961）
- 二村忠美（1990途 - 1992）
- 淵上澄雄（1966 - 1970）
- グレン・ブラッグス（1993 - 1996）
- トニ・ブランコ（2013 - 2014）
- ブランドン（2011 - 2012）
- 古井紘司（1963 - 1964）
- 古木克明（1999 - 2007）
- 古田忠士（1965 - 1976）
- ブレット（1977 - 1977途）
- マイク・ブロードウェイ（2016途 - 終了）

へ
- ラファエル・ベタンコート（2000）
- 別所正一（1955 - 1956）
- ザック・ペトリック（2016）
- ジェイソン・ベバリン（2006）

ほ
- クリート・ボイヤー（1972途 - 1975）
- マーク・ホージマー（2001 - 2001途）
- ホセロ（2007）
- アルキメデス・ポゾ（1999）
- 細川成也（2017 - 2022）
- 細見和史（1996 - 2002）
- 細山田武史（2009 - 2013）
- 堀雄次（1950）
- 堀井恒雄（1981 - 1987）
- 堀江賢治（1989 - 1994）
- 堀場英孝（1987 - 1989）
- マイク・ホルツ（2005）
- クリス・ホルト（2002途 - 2003途）
- ジェリー・ホワイト（1985）
- マット・ホワイトサイド（2003 - 2003途）
- カルロス・ポンセ（1986 - 1990）
- 本田威志（1960 - 1961）
- 本田正浩（1957 - 1958）
- 本間鉄和（1950 - 1952）
- 本間哲郎（1987 - 1990）

### ま行
ま
- マーク（1982）
- ジーン・マーチン（1979）
- ジョーイ・マイヤー（1990）
- 前田和之（2001 - 2002）
- 前田修二（1958 - 1962）
- 前泊哲明（1980 - 1986）
- 間柴富裕（1970 - 1977）
- 桝重正（1953 - 1955）
- 益田貢（1955 - 1959）
- トム・マストニー（2009）
- 増本宏（1979 - 1987）
- 松井武雄（1956 - 1962）
- 松浦宏明（1995途 - 終了）
- 松枝三男（1970 - 1972）
- 松岡一郎（1953 - 1954）
- 松岡功祐（1967 - 1977）
- 松家卓弘（2005 - 2009）
- 眞下貴之（2010 - 2014）
- ジム・マック（1962 - 1963）
- 松久保新吾（1997 - 1998）
- 松久保満（1962 - 1964）
- 松下一郎（2011 - 2013）
- 松島英雄（1970 - 1979）
- マットホワイト（2007途 - 2008途）
- 松原誠（1962 - 1980）
- 松村高明（1987 - 1990）
- 松本啓二朗（2009 - 2017）
- 松本隆春（1976）
- 松本安男（1962 - 1963）
- 松本豊（1986 - 1993）
- 松本嘉彦（1954）
- 松盛茂（1974 - 1979）
- 松山傑（2010 - 2011）
- 的場祐剛（1962 - 1963）
- パット・マホームズ（1997途 - 1998）
- ホセ・マラベ（1998）
- 丸田卓（1958 - 1959）
- アレクサンダー・マルティネス（2024）
- 丸山二三雄（1951）
- スコット・マレン（2004）
- 万永貴司（1994 - 2006）
- 萬谷康平（2014 - 2016）

み
- 三浦銀二（2022 - 2024）
- 三浦大輔（1992 - 2016）
- 三浦政基（1983）
- 三浦正行（1975 - 1981）
- 三浦道男（1974 - 1980）
- 三上朋也（2014 - 2022）
- 右田一彦（1982 - 1983）
- 水尾嘉孝（1991 - 1994）
- 水野滉也（2017 - 2019）
- 水野達郎（1956 - 1957）
- 三橋直樹（2006 - 2009）
- 光山英和（2002途 - 終了）
- ミツル（1998 - 2007）
- 南温平（1955）
- 南竜介（2000 - 2006途）
- 峰国安（1959 - 1968）
- 嶺井博希（2014 - 2022）
- 三野勝大（1999途 - 2001）
- 三平晴樹（1963）
- フェリックス・ミヤーン（1978 - 1980）
- 宮内洋（1998 - 2001）
- 宮川一彦（1991 - 1999）
- 宮國椋丞（2021 - 2023）
- 宮崎仁郎（1953）
- 宮崎剛（1950 - 1955）
- 宮崎元忠（1961 - 1964）
- 宮里太（1989 - 1997）
- 宮沢重雄（1957 - 1958）
- 宮下正彦（1987 - 1991）
- 宮原秀明（1973）
- 宮本和佳（1958 - 1962）
- 宮本秀明（2018 - 2022）
- 宮本四郎（1975 - 1980）
- 宮本幸信（1980）

む
- 武白志（2016 - 2018）
- 武藤輝明（1955）
- 武藤祐太（2018 - 2021）
- 村岡耕一（1982 - 1990途）
- 村上勤（1954）
- 村川凪（2022 - 2024）
- 村田修一（2003 - 2011）
- 村田辰美（1990）
- 村西哲幸（2000 - 2006）
- 村松昭次郎（1952 - 1953）
- 室井勝（1963 - 1969）

め
- 目時春雄（1953 - 1958）
- ルー・メローニ（2000 - 2000途）

も
- ナイジャー・モーガン（2013途 - 終了）
- ケビン・モスカテル（2013途 - 2014）
- ギジェルモ・モスコーソ（2014 - 2016）
- 望月守（1974 - 1976）
- 基満男（1979 - 1984）
- 百瀬大騎（2015 - 2020）
- 森一晃（1977 - 1982）
- 森大輔（2004 - 2006）
- 森徹（1962 - 1965）
- 森雅功（1950 - 1953）
- 森笠繁（2009 - 2010）
- 盛田幸妃（1988 - 1997）
- 森田斌（1962 - 1964）
- 森中千香良（1967 - 1971・1975）
- 森中聖雄（1997 - 2003）
- 森本稀哲（2011 - 2013）
- 森山良二（1993途 - 1995）
- ウィルニー・モロン（2024）
- 門前眞佐人（1950 - 1951）

### や行
や
- 薬師神繁男（1983 - 1987）
- 屋鋪要（1978 - 1993）
- 安井亀和（1950 - 1953）
- 安居玉一（1951 - 1952）
- 安田泰一（1968 - 1972）
- 安田尚弘（1977 - 1982）
- 弥太郎（2010）
- 八浪彬雄（1955）
- 柳田殖生（2014 - 2016）
- 矢野英司（1999 - 2003）
- 矢野純一（1951）
- 矢野俊一（1973 - 1978）
- 矢部祐一（1973 - 1974）
- 山北茂利（2006途 - 2009）
- 山口俊（2006 - 2016）
- 山口忠良（1982 - 1986）
- 山口富士雄（1973途 - 終了）
- 山口幸勇（1989 - 1993）
- 山崎賢一（1981 - 1993）
- 山崎善平（1950）
- 山崎憲晴（2009 - 2017）
- 山下幸輝（2015 - 2022）
- 山下峻（2014 - 2016）
- 山下大輔（1974 - 1988途）
- 山下律夫（1967 - 1976）
- 山田忠男（1961 - 1971）
- 山田博一（1987 - 1990）
- 山田博士（2001途 - 2005）
- 山田裕（1962 - 1966）
- 大和（2018 - 2024）
- 山中博一（1982 - 1985）
- 山根宏一（1975 - 1976）
- 山根善伸（1992 - 1998）
- 山林明雄（1972 - 1977）
- 山村幹弘（1955 - 1958）
- 山本省吾（2011 - 2012）
- 山本恒敬（1973 - 1979）
- アーニー・ヤング（2002途 - 途）

よ
- 横谷彰将（1988 - 1995）
- 横山道哉（1996 - 2003・2007 - 2009）
- 与座朝勝（1979 - 1985）
- 吉井晃（1993 - 1995）
- 吉川輝昭（2004 - 2010途・2013）
- 吉崎孚（1950）
- 吉田克郎（1955）
- 吉田好太（2002）
- 吉成武雄（1952 - 1958）
- 吉原道臣（2007 - 2010）
- 吉見祐治（2001 - 2010途）
- 芳村大基（1964 - 1965）
- 吉村裕基（2003 - 2012）
- 吉本博（1983 - 1987）
- 吉本文弘（1988 - 1994）
- 四條稔（1999）
- 米正秀（1995 - 2002）
- 米田慶三郎（1968 - 1979）

### ら行
ら
- ピート・ラコック（1981）
- アレックス・ラミレス（2012 - 2013）
- マイク・ラム（1982）
- スティーブン・ランドルフ（2009途 - 2010・2011途 - 途）

り
- ブレント・リーチ（2011）
- フリオ・リナレス（1971 - 1971途）
- 龍太郎（2003 - 2006途）

る
- ランディ・ルイーズ（2012途 - 終了）

れ
- R.J.レイノルズ（1991 - 1992）
- レオン（1983 - 1985）
- シクスト・レスカーノ（1987途 - 途）

ろ
- ロバート・ローズ（1993 - 2000）
- ダグ・ローマン（1986 - 1987途）
- アンディ・ロジャース（1969）
- ボイ・ロドリゲス（2002）
- ホセ・ロペス（2015 - 2020）
- ジェイミー・ロマック（2016）
- フェルナンド・ロメロ（2021 - 2022）

### わ
- ジョニー・ワーハス（1971）
- 若田部健一（2003 - 2005）
- 若菜嘉晴（1983途 - 1989途）
- 若林憲一（1972 - 1981）
- 若生照元（1960 - 1963）
- 渡辺明貴（2023 - 2024）
- 渡辺清（1960 - 1961）
- 渡辺省吾（1973 - 1974）
- 渡辺誠太郎（1951）
- 渡辺庸（1954）
- 渡辺直人（2011 - 2013途）
- 渡辺伸彦（1998途 - 2000）
- 渡辺秀武（1976 - 1977）
- 渡辺不二男（1961 - 1964）
- 渡辺雅弘（2001 - 2004）
- 渡辺政好（1962 - 1966）
- 渡邊雄貴（2012 - 2016）
- 渡部高史（1991 - 1994）
- 王溢正（2010 - 2013途）
- 王靖超（2009 - 2010）

## 歴代監督
- 渡辺大陸（1950）
- 中島治康（1951 - 1951途）
- 有馬義一（1951途 - 終了）
- 小西得郎（1952 - 1953）
- 永沢武夫（1954）
- 藤井勇（1955）
- 迫畑正巳（1956 - 1958）
- 森茂雄（1959）
- 三原脩（1960 - 1967）
- 別当薫（1968 - 1972・1977 - 1979）
- 青田昇（1973）
- 宮崎剛（1974）
- 秋山登（1975 - 1976）
- 土井淳（1980 - 1981）
- 関根潤三（1982 - 1984）
- 近藤貞雄（1985 - 1986）
- 古葉竹識（1987 - 1989）
- 須藤豊（1990 - 1992途）
- 江尻亮（1992途 - 終了）
- 近藤昭仁（1993 - 1995）
- 大矢明彦（1996 - 1997・2007 - 2009）
- 権藤博（1998 - 2000）
- 森祇晶（2001 - 2002）
- 山下大輔（2003 - 2004）
- 牛島和彦（2005 - 2006）
- 尾花高夫（2010 - 2011）
- 中畑清（2012 - 2015）
- アレックス・ラミレス（2016 - 2020）
- 三浦大輔（2021 - 現在）

監督代行
- 宮崎剛（1966・1972）※1966年は三原の病気療養（健康診断による入院）に、1972年は代行・青田の退任に伴う。
- 別当薫（1967）※三原の退任に伴う。
- 青田昇（1972）※別当の退任に伴う。
- 山根俊英（1981）※土井の退任に伴う。
- 江尻亮（1992）※須藤の退任に伴う。
- 黒江透修（2002）※森の退任に伴う。
- 田代富雄（2009）※大矢の退任に伴う。

## 永久欠番
なし